# 7551 Едстолпер
7551 Едстолпер (7551 Edstolper) — астероїд головного поясу, відкритий 2 березня 1981 року.
Тіссеранів параметр щодо Юпітера — 3,171.